# Честер-Кросс
Честер-Кросс — центральная площадь исторической части города Честер, Англия, образованная неправильным перекрёстком четырёх улиц.
Улицы Уотергейт-стрит, Истгейт-стрит, Бридж-стрит и Нортгейт-стрит, пересекающиеся на площади Честер-Кросс, — древнейшие дороги Честера. Первые три известны ещё со времён римской крепости Deva Victrix. Здесь стоял преториум — штаб римского форта, в него упиралась нынешняя Бридж-стрит. Нортгейт-стрит возникла несколько позже, — но в X веке она уже проходила через руины римских построек.
В центре площади стоит средневековый «Честерский Крест», памятник исторического наследия Англии. Каменный монумент на этом месте был сооружён в XIV веке. Он представлял собой восьмигранную колонну, увенчанную резным навершием с распятием, которое в начале XVII века было позолочено. В 1646 году, в ходе битв буржуазной революции, монумент был разрушен, но навершие сохранилось и через триста лет памятник был восстановлен, а в 1975 году возвращён на своё историческое место. Ныне колонна из красного песчаника стоит на трёхступенчатом восьмиугольном цоколе, коническое навершие увенчано каменным шаром.

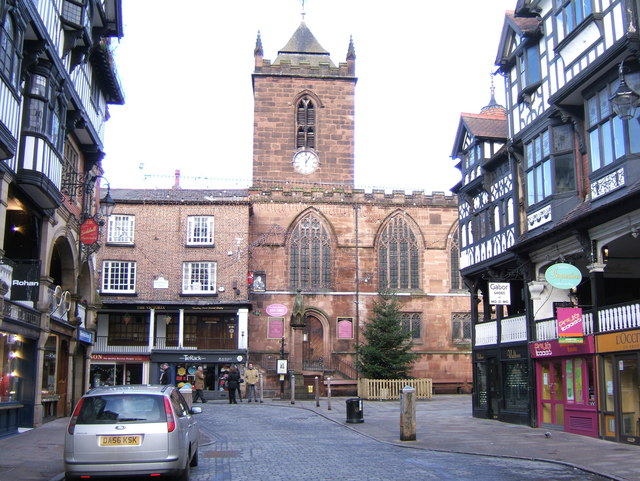
Церковь Святого Петра

На северной стороне площади Честер-Кросс расположена церковь Святого Петра, восходящая к X веку. По легенде, она заложена в 907 году Этельфледой Мерсийской. Современное здание церкви из красного песчаника относится к XIV—XVI векам. Башня у западного фасада с часами и колоколами была увенчана шпилем, разрушенным молнией в конце XVIII века. Современная пирамидальная крыша устроена во время реставрации второй половины XIX века.
Здание в юго-восточной части площади, между Истгейт-стрит и Бридж-стрит, — яркий представитель «Чеширского чёрно-белого историзма» второй половины XIX века. Здание воссоздаёт элементы традиционной архитектуры северо-запада Англии: деревянный каркас окрашен в чёрный цвет, а простенки между балками — белые.
Здание построено честерским архитектором Томасом Локвудом в 1888 году для Хью Гровенора, 1-го герцога Вестминстера. Список национального исторического наследия Англии характеризует этот дом как наиболее яркое из произведений Локвуда, выполненное в характерном для него стиле.
Четырёхэтажный, с цокольным этажом и мансардой, он имеет три фасада — на боковые улицы и угловой, выходящий на площадь. Угловой фасад украшен эркером с восьмиугольной башенкой и флюгером на ней. На одном из боковых портиков — герб рода Гровеноров.
Семь ступеней деревянной лестницы ведут с площади на уровень первого этажа, откуда вдоль улиц расходятся сквозные галереи с резными балюстрадами, продолжающиеся в смежных домах. Это позволяет заходить в магазины как с уровня земли, так и с галереи. Такие галереи — знаменитая достопримечательность Честера; они опоясывают весь средневековый город так, что его можно обойти в дождь, не имея зонтика. Такие же галереи подходят к площади Честер-Кросс вдоль остальных улиц.
Сегодня Честер-Кросс — популярное место встречи. Летом со ступеней Честерского креста глашатай каждый день провозглашает полдень.